# Quique Estebaranz
Juan Enrique Estebaranz López (Madrid, España, 6 de octubre de 1965), más conocido como Quique Estebaranz, es un exfutbolista español. Actualmente, es el director de la escuela de fútbol del Atlético de Madrid.

## Trayectoria
Quique Estebaranz ingresó en los juveniles del Atlético de Madrid en 1983 procedente del Virgen de la Paloma , equipo de fútbol base de la capital, llegando al primer filial, el Atlético Madrileño, donde jugó cuatro años.
Al no encontrar acomodo en el primer equipo, la temporada 1988-89 fue traspasado al Racing de Santander, de Segunda División, donde ganó el Trofeo Pichichi al ser el máximo goleador de la categoría, con 23 goles. Luego fichó por el C. D. Tenerife, recién ascendido a primera división, donde vivió sus mejores años como profesional, coincidiendo con la edad dorada del club.
Los chicharreros habían logrado el ascenso a Primera División, tras 27 años de ausencia. El debut de Estebaranz en la máxima categoría se produjo el 3 de septiembre de 1989 ante el Sevilla F. C.. Esa temporada jugó 33 partidos y anotó 10 goles, su mejor registro goleador en la máxima categoría. La siguiente campaña disputó 34 encuentros y anotó 5 goles. En la 1991-92 fue alineado en 33 ocasiones, materializando 7 tantos, entre ellos, uno de los tres históricos goles con los que el Tenerife derrotó al Real Madrid en la última jornada de liga, privando a los blancos de ganar título liguero en beneficio del F. C. Barcelona.
Pero su campaña más exitosa fue la 1992-93, ayudando a los insulares a lograr la mejor clasificación de su historia: un quinto puesto en la liga, que les clasificó por primera vez para una competición europea. Estebaranz contribuyó al éxito con nueve goles y una brillante campaña que le abrió las puertas de la selección española y del F. C. Barcelona. 
Tras haber ayudado a los catalanes a conquistar dos ligas desde Tenerife, el verano de 1993 Estebaranz se incorporó al equipo que dirigía Johann Cruyff. Aunque el madrileño llegaba en su mejor momento profesional, no consiguió hacerse un hueco en la competida delantera del Dream Team. Esa temporada el club azulgrana conquistó la liga y fue subcampeón de la Copa de Europa, en cuya final, ante el A. C. Milan, Estebaranz disputó los minutos finales. Al término de la temporada, al no conseguir asentarse en el equipo titular, fue traspasado por 25 millones de pesetas al Sevilla F. C.,  donde permaneció durante dos temporadas, aunque tampoco consiguió hacerse con la titularidad.
Tras finalizar su contrato con el club hispalense, la temporada 1996-97 fichó por el C. F. Extremadura, que ese año debutaba en Primera División. Con los extremeños jugó 37 partidos en los que anotó un gol, aunque abandonó el equipo al finalizar la temporada, tras consumarse el descenso. Tras dos campañas en Segunda División con el C. D. Ourense y una en Segunda B con la Gimnástica Segoviana C. F., el verano de 2000 colgó las botas.
Tras retirarse de los terrenos de juego, se inició como entrenador en 2001, en la Escuela de la Asociación de Futbolistas Españoles (AFE). Un año después se hizo cargo de los juveniles del Atlético de Madrid, donde permaneció hasta febrero de 2005, cuando se incorporó al C. D. Leganés, de Segunda B para dirigir al equipo hasta finalizar la temporada. En agosto de 2006 regresó al Atlético de Madrid para dirigir la escuela de fútbol del club rojiblanco. Compagina el cargo de director de la escuela atlética con labores de comentarista en la cadena de televisión La Sexta.

## Selección nacional
Disputó tres encuentros con la Selección de fútbol de España. Su debut tuvo lugar en Vilna, Lituania, el 2 de junio de 1993, en un encuentro de clasificación para la Copa Mundial de Fútbol de 1994.

## Clubes
| Club                       | País   | Año       |
| -------------------------- | ------ | --------- |
| Atlético Madrileño         | España | 1987-1988 |
| Racing de Santander        | España | 1988-1989 |
| C. D. Tenerife             | España | 1989-1993 |
| F. C. Barcelona            | España | 1993-1994 |
| Sevilla F. C.              | España | 1994-1996 |
| C. F. Extremadura          | España | 1996-1997 |
| C. D. Ourense              | España | 1997-1999 |
| Gimnástica Segoviana C. F. | España | 1999-2000 |

## Palmarés

### Campeonatos nacionales
| Título | Club            | País   | Año  |
| ------ | --------------- | ------ | ---- |
| Liga   | F. C. Barcelona | España | 1994 |

### Distinciones individuales
| Distinción                          | Año  |
| ----------------------------------- | ---- |
| Trofeo Pichichi de Segunda División | 1989 |